# Monars
Monars es una entidad de población española del municipio de Montagut i Oix, perteneciente a la provincia de Gerona, en la comunidad autónoma de Cataluña.

## Toponimia
El nombre del lugar puede encontrarse referido con las grafías Monás y Monars.

## Historia
A mediados del siglo XIX el lugar, por entonces perteneciente a Oix, tenía contabilizada una población de 54 habitantes. Aparece descrito en el decimoprimer volumen del Diccionario geográfico-estadístico-histórico de España y sus posesiones de Ultramar de Pascual Madoz de la siguiente manera:

MONÁS: l. en la prov. y dioc. de Gerona (12 horas), part. jud. de Olot (6), aud. terr., c. g. de Barcelona (30), ayunt. de Oix (3). sit. en las faldas S. de las montañas del Pirineo, con buena ventilacion y clima frio, pero sano. Tiene 20 casas, una igl. parr. (San Sebastian) aneja de la de San Miguel de Pera, servida por un vicario, y el cementerio contiguo á ella. El térm. confina N. el territorio francés; E. Ribelias; S. Ormojes, y O. Bouset (Francia). El terreno es montuoso, despoblado de árboles, y se encuentra en abundancia el hongo ó por otro nombre seta; le cruzan algunos caminos locales. El correo lo recogen los interesados en Olot y en Camprodon. prod.: trigo y patatas; cria ganado de cerda, vacuno, lanar y yeguar, y caza de liebres. pobl.: 10 vec., 54 alm. cap. prod.: 499,600. imp.: 12,490.
(Madoz, 1848, p. 476)

En la actualidad pertenece al municipio de Montagut i Oix. En 2022 la entidad singular de población tenía empadronados 4 habitantes.